# Grand Prix automobile d'Afrique du Sud 1976
Résultats du Grand Prix d'Afrique du Sud de Formule 1 1976 qui a eu lieu sur le circuit de Kyalami le 6 mars 1976.

## Classement
| Pos  | N° | Pilote             | Écurie             | Tours | Temps/Abandon     | Grille | Points |
| ---- | -- | ------------------ | ------------------ | ----- | ----------------- | ------ | ------ |
| 1    | 1  | Niki Lauda         | Ferrari            | 78    | 1 h 42 min 18 s 4 | 2      | 9      |
| 2    | 11 | James Hunt         | McLaren-Ford       | 78    | + 1 s 3           | 1      | 6      |
| 3    | 12 | Jochen Mass        | McLaren-Ford       | 78    | + 45 s 9          | 4      | 4      |
| 4    | 3  | Jody Scheckter     | Tyrrell-Ford       | 78    | + 1 min 08 s 4    | 12     | 3      |
| 5    | 28 | John Watson        | Penske-Ford        | 77    | + 1 tour          | 3      | 2      |
| 6    | 27 | Mario Andretti     | Parnelli-Ford      | 77    | + 1 tour          | 13     | 1      |
| 7    | 16 | Tom Pryce          | Shadow-Ford        | 77    | + 1 tour          | 7      |        |
| 8    | 9  | Vittorio Brambilla | March-Ford         | 77    | + 1 tour          | 5      |        |
| 9    | 4  | Patrick Depailler  | Tyrrell-Ford       | 77    | + 1 tour          | 6      |        |
| 10   | 5  | Bob Evans          | Lotus-Ford         | 77    | + 1 tour          | 23     |        |
| 11   | 18 | Brett Lunger       | Surtees-Ford       | 77    | +1 tour           | 20     |        |
| 12   | 34 | Hans-Joachim Stuck | March-Ford         | 76    | + 2 tours         | 17     |        |
| 13   | 21 | Michel Leclère     | Wolf-Williams-Ford | 76    | + 2 tours         | 22     |        |
| 14   | 22 | Chris Amon         | Ensign-Ford        | 76    | + 2 tours         | 18     |        |
| 15   | 24 | Harald Ertl        | Hesketh-Ford       | 74    | + 4 tours         | 24     |        |
| 16   | 20 | Jacky Ickx         | Wolf-Williams-Ford | 73    | + 5 tours         | 19     |        |
| 17   | 30 | Emerson Fittipaldi | Copersucar-Ford    | 70    | Moteur            | 21     |        |
| Abd. | 2  | Clay Regazzoni     | Ferrari            | 52    | Moteur            | 9      |        |
| Abd. | 26 | Jacques Laffite    | Ligier-Matra       | 49    | Moteur            | 8      |        |
| Abd. | 17 | Jean-Pierre Jarier | Shadow-Ford        | 28    | Radiateur         | 15     |        |
| Abd. | 8  | Carlos Pace        | Brabham-Alfa Romeo | 22    | Pression d'huile  | 14     |        |
| Abd. | 6  | Gunnar Nilsson     | Lotus-Ford         | 18    | Embrayage         | 25     |        |
| Abd. | 7  | Carlos Reutemann   | Brabham-Alfa Romeo | 16    | Pression d'huile  | 11     |        |
| Abd. | 10 | Ronnie Peterson    | March-Ford         | 15    | Accident          | 13     |        |
| Abd. | 15 | Ian Scheckter      | Tyrrell-Ford       | 0     | Accident          | 16     |        |

Légende :
- Abd.=Abandon

## Pole position et record du tour
- Pole position : James Hunt en 1 min 16 s 10 (vitesse moyenne : 194,145 km/h).
- Meilleur tour en course : Niki Lauda en 1 min 17 s 97 au 6e tour (vitesse moyenne : 189,488 km/h).

## Tours en tête
- Niki Lauda : 78 (1-78)

## À noter
- 9e victoire pour Niki Lauda.
- 60e victoire pour Ferrari en tant que constructeur.
- 60e victoire pour Ferrari en tant que motoriste.